# Windows Firewall
O Windows Firewall é um componente do Microsoft Windows que oferece firewall e filtragem de pacotes e funções. Foi incluído pela primeira vez no Windows XP e Windows Server 2003. Antes do lançamento do Windows XP Service Pack 2 em 2004, era conhecido como Internet Connection Firewall.

## Resumo
Quando o Windows XP foi originalmente lançado em Outubro de 2001, foi incluído um firewall limitado chamado "Internet Connection Firewall". Foi desativado por padrão, devido a preocupações com compatibilidade com versões anteriores, e as telas de configuração foram enterrados nas telas de configuração de rede que nunca apareceu para a maioria dos usuários. Como resultado, raramente foi usado. Em meados de 2003, o worm Blaster atacou um grande número de computadores com Microsoft Windows, tirando vantagem das falhas de segurança presentes no Windows. Alguns meses depois, o worm Sasser fez algo semelhante. A prevalência desses vermes em curso até 2004 resultou em máquinas não protegidas estarem infectados em questão de minutos. Devido a estes incidentes, bem como outras críticas que a Microsoft não estava sendo ativa na proteção dos clientes contra as ameaças, a Microsoft decidiu para melhorar significativamente a funcionalidade e a interface do Windows XP's incluindo aí o "Windows Firewall".
Recursos de log de segurança estão incluídos, o que pode gravar os endereços IP e outros dados relacionados a ligações originadas na rede de casa ou do escritório ou da Internet. Pode gravar tanto os pacotes ignorados e conexões bem-sucedidas. Isso pode ser usado, por exemplo, para controlar cada vez que um computador na rede se conecta a um site. Esse log de segurança não é ativado por padrão, o administrador deve habilitá-lo
Categoria:Tecnologia de segurança do Microsoft Windows